# مذبة (المحويت)

تعديل مصدري - تعديل

مذبة هي إحدى قرى عزلة الغربي الاعلى بمديرية المحويت التابعة لمحافظة المحويت، بلغ تعداد سكانها 450 نسمة حسب تعداد اليمن لعام 2004.